# 여주 효종대왕릉 회양목
여주 효종대왕릉(영릉) 회양목은 대한민국 경기도 여주시 효종대왕릉에 있는 나무이다. 2005년 4월 30일 대한민국의 천연기념물 459호로 지정되었다.

## 개요
회양목이 위치한 영릉(寧陵)은 조선조 제17대 효종대왕(재위 1649년~1659년)과 인선왕후 장씨(1618년~1674년)의 쌍릉으로 원래 양주의 건원릉 서쪽에 있었으나, 1673년(현종 14년) 현재의 위치로 천장하였으며, 특히 영릉 재실은 현존하는 조선조 왕릉 재실 중에서 건물의 공간구성과 배치가 가장 뛰어난 건축물로 평가받고 있으며, 이와 같은 재실 공간 내에 회양목과 향나무 그리고 재실건축 연대보다 더 오래된 500년 이상의 느티나무가 함께 어우러져 재실의 역사성을 한층 높여주고 있다.
이 회양목은 잎이 두껍고 타원형이며 꽃은 4~5월에 피고, 열매는 6~7월에 갈색으로 익는 사철 푸른 나무이다. 경북 북부, 충북, 강원도, 황해도지방의 석회암 지대에 주로 자생하며, 작고 낮게 자라는 나무로 이와 같이 재실 내에 크게 자란 나무는 쉽게 찾아볼 수 없는 생물학적인 가치가 큰 노거수일 뿐만 아니라 1673년 조성한 효종대왕 영릉 재실과 오래도록 함께한 역사성이 큰 나무이다.

## 갤러리

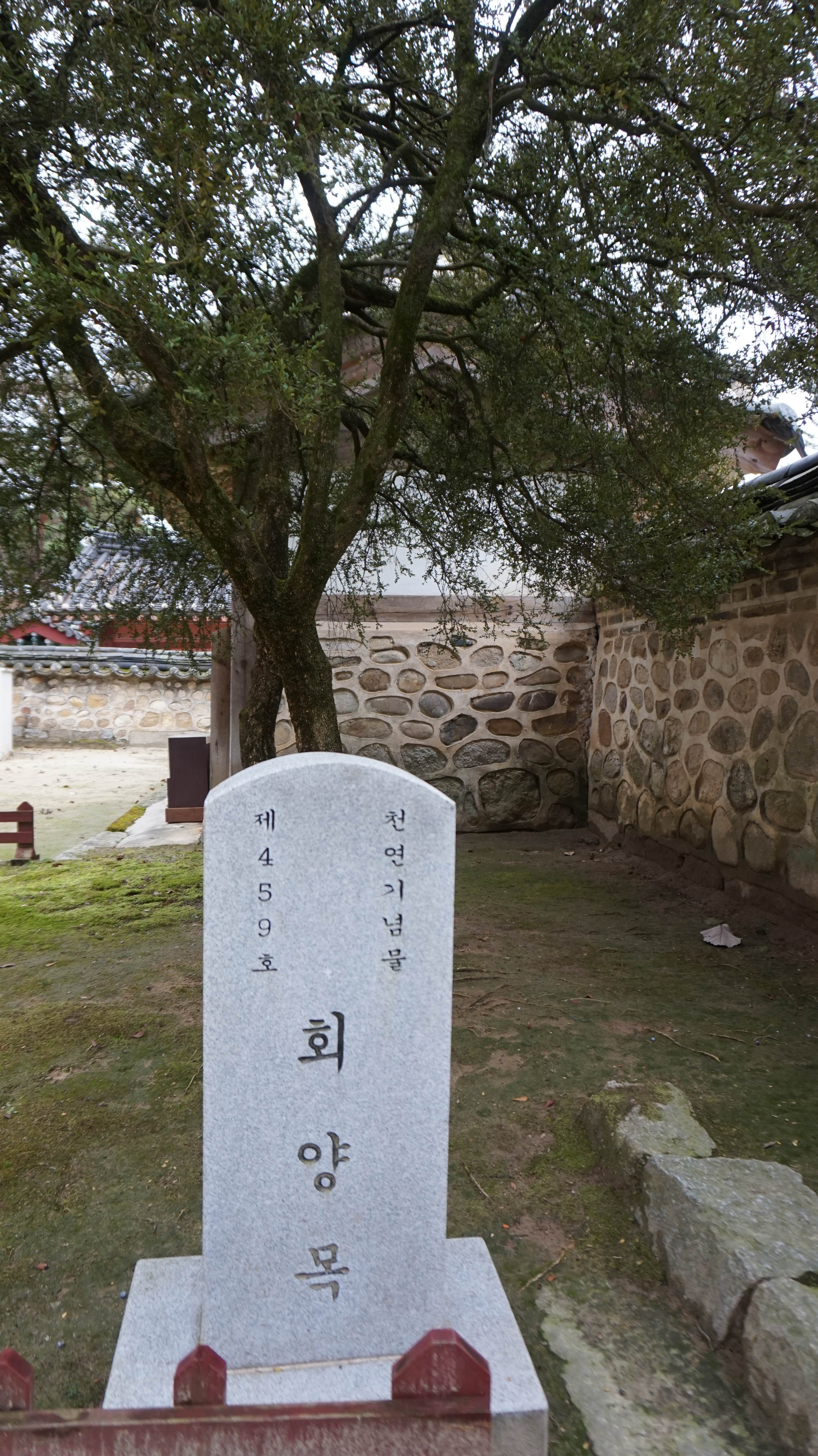
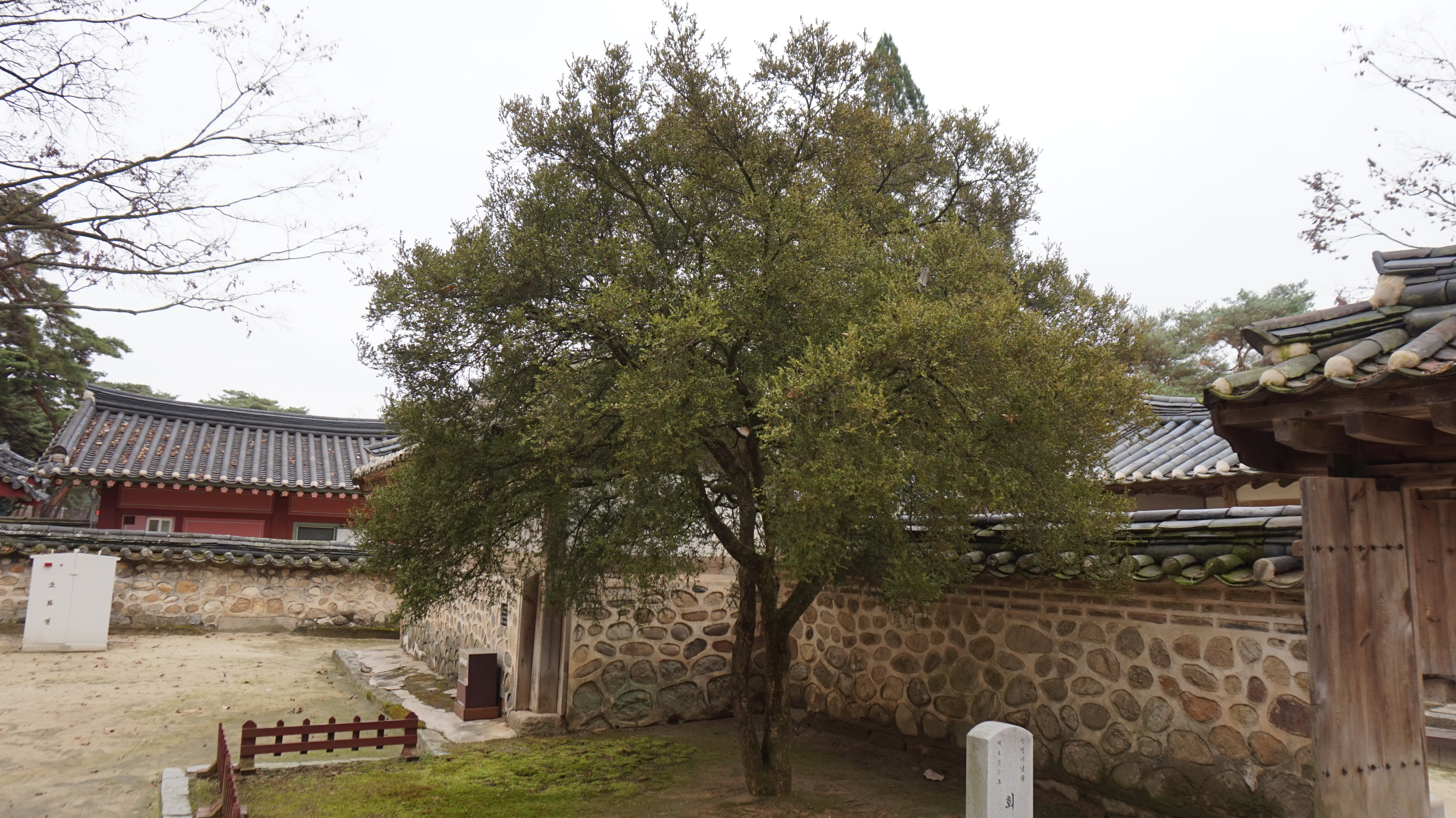
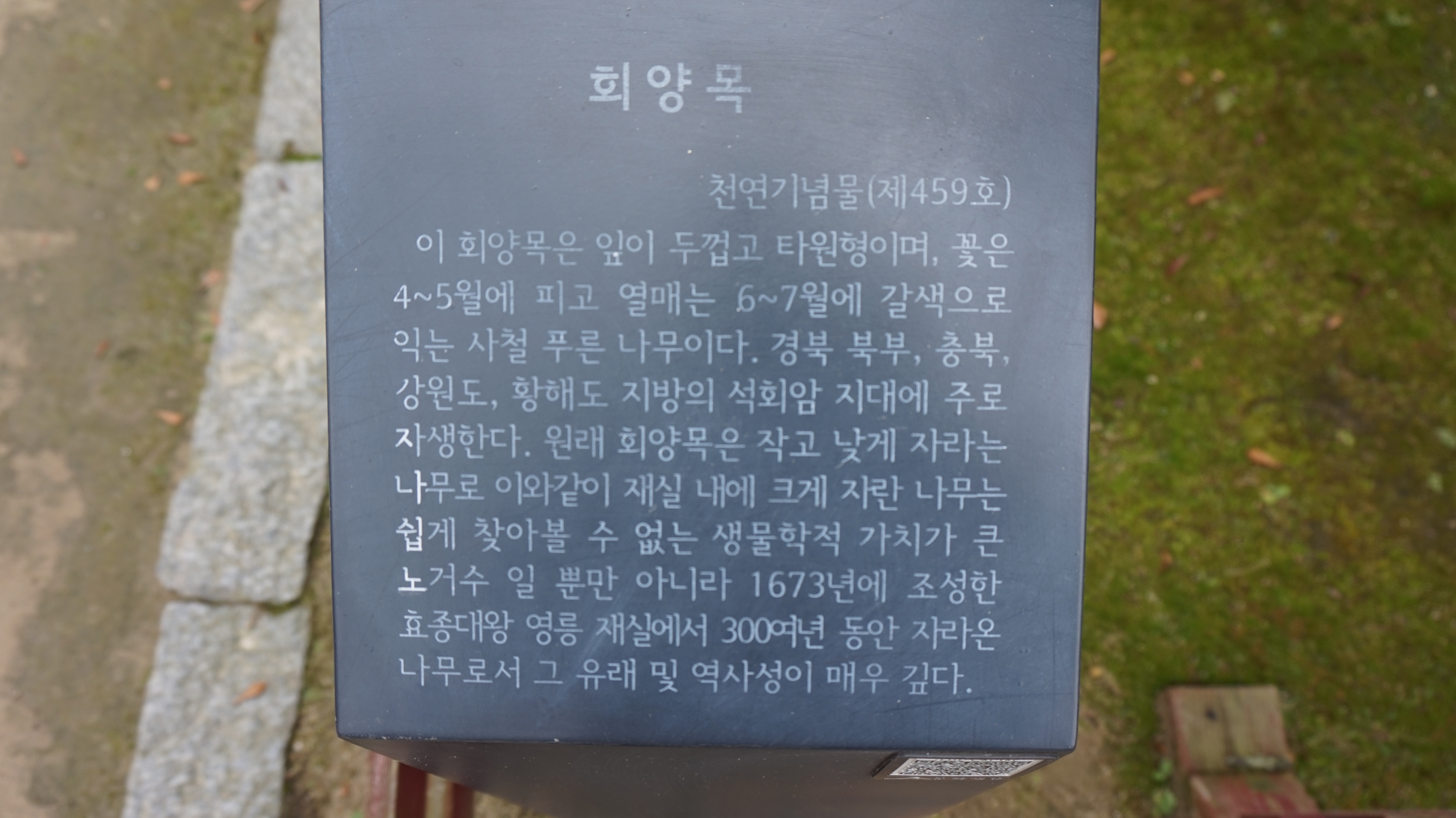
설명비

## 참고 도서
- 문화재청, 《문화재이야기여행 천연기념물 100선 보관됨 2016-08-28 - 웨이백 머신》, pp41~45, 2016-03-31

## 참고 자료
- 여주 효종대왕릉 회양목 - 국가유산청 국가유산포털